# 赵国祥
赵国祥（1961年11月—），男，汉族，河南上蔡人，中国共产党党员。心理学家，中华人民共和国教育人物、第十三届全国人民代表大会河南省代表。曾任河南师范大学党委书记，现任中国心理学会理事长。

## 生平
1983年毕业于华中师大教育系；1987年取得河南大学基础心理学专业教育学硕士学位；1999年取得华东师大基础心理学专业理学博士学位；
曾任河南大学常务副校长；2016年6月，任河南大学党委副书记；
2017年9月任河南师范大学党委书记。
2018年，赵国祥被选为河南省出席第十三届全国人民代表大会代表。
2021年12月4日，中国心理学会第十三届一次全国会员代表大会召开，赵国祥就任中国心理学会理事长。
2022年2月，不再担任河师大党委书记。